# André Auffray
André Auffray (* 2. September 1884 in Puteaux, Hauts-de-Seine; † 3. November 1953 in Paris) war ein französischer Radrennfahrer, der bei den Olympischen Sommerspielen 1908 in London erfolgreich auf mehreren Distanzen im Bahnradsport teilnahm.

## Werdegang
Bereits 1907 gewann Auffray bei den Amateuren den Sprintwettbewerb des bekannten Grand Prix de Paris und wurde Zweiter der UCI-Bahn-Weltmeisterschaften im Sprint. Als Amateur startete er für den Vélo Club de Levallois von Levallois-Perret.
Bei den Olympischen Wettkämpfen 1908 gewann André Auffray zusammen mit seinem Partner Maurice Schilles die Goldmedaille über 2000 m im Tandemrennen, was allgemein überraschte, denn beide waren zwar individuell hervorragende Sprinter, jedoch nie zuvor in einem Wettbewerb zusammen gefahren. Diese Goldmedaille stellte für die französische Nation den einzigen ersten Platz in einem Radwettbewerb dar, obwohl man mit 23 Teilnehmern hinter den 36 Athleten der überragenden Radsportnation dieser Spiele, Großbritannien (neun Medaillen, davon fünf goldene), die zweiterfolgreichste Nation war. Außerdem errang Auffray die Bronzemedaille im Rennen über die 5000 m hinter seinem Partner Schilles und dem Sieger Benjamin Jones. Mit dem gesamten französischen Team schied er bei der Mannschaftsverfolgung bereits in der Vorrunde aus.
1908 sowie 1909 wurde Auffray Dritter beim Grand Prix de Paris und wechselte zwei Jahre später ins Profilager. 1911 errang er die nationale Meisterschaft bei den Amateuren und trat dann als Berufsfahrer als Werbeträger für Peugeot auf, wie man anhand des vielfach angezeigten Bildes von ihm sehen kann. Im Lager der Berufsfahrer gelang ihm mit dem Sieg bei dem Prix Barden in Paris ein Sieg in einem der zu damaliger Zeit bedeutenden Sprintturniere.